# Skrawki
Skrawki – część wsi Stoczek Kocki w Polsce położona w województwie lubelskim, w powiecie lubartowskim, w gminie Jeziorzany.
Wierni kościoła rzymskokatolickiego należą do parafii Narodzenia św. Jana Chrzciciela w Poizdowie.
W latach 1975–1998 Skrawki administracyjnie należały do ówczesnego województwa lubelskiego.